# Tuenti

Logo firmy

Tuenti – nieaktywny hiszpański portal społecznościowy, zwany „hiszpańskim Facebookiem”, działający w latach 2006-2022. Jego nazwa brzmi po hiszpańsku tak samo jak słowo twenty („dwadzieścia”) po angielsku. Nazwa pochodzi od słów tu enti[dad], czyli „twoja tożsamość”.

## Założenia portalu
- Portal był skierowany do osób hiszpańskojęzycznych
- Rejestracja była możliwa jedynie na zaproszenie
- Użytkownik musiał mieć ukończone 14 lat
- Zdjęcia i profile Tuenti nie były indeksowane przez wyszukiwarkę Google i nie pojawiały się w wynikach wyszukiwania.

## Historia
Tuenti zostało założone w 2006 przez grupę przyjaciół z Hiszpanii: Felix Ruiz, Zaryn Dentzel, Kenny Bentley, Joaquín Ayuso de Pául. Zostało kupione przez Telefonikę 4 sierpnia 2010 za 70 mln euro. W listopadzie 2011 roku Tuenti posiadał 12 mln użytkowników.
U szczytu swojej popularności portal odwiedzało 20 mln zarejestrowanych użytkowników dziennie, przetwarzając 3 miliony zdjęć dziennie.
W kolejnych latach znaczenie i popularność portalu zaczęły maleć. Firma deklarowała, że w 2011 roku większość jej przychodów pochodziła z reklam na portalu. W 2013 roku już 75% przychodów stanowiły przychody z usług telekomunikacyjnych. Portal ostatecznie został zamknięty w kwietniu 2022 roku.
Firma zakończyła swoją działalność w Hiszpanii w 2022, a marka Tuenti istnieje jedynie jako operator telefonii komórkowej w hiszpańskojęzycznych krajach Ameryki Południowej.